# Jaktbombflygplan

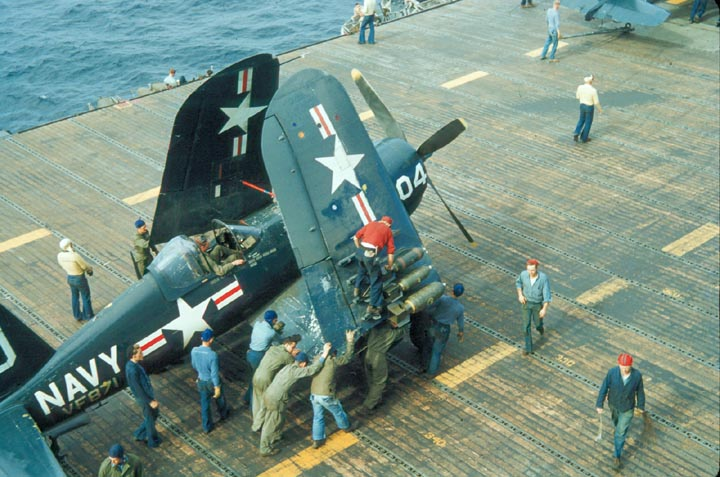
En Vought F4U Corsair jaktbombare beväpnad med bomber ombord på, 1952.

Ett jaktbombflygplan eller jaktbombare är ett stridsflygplan som både är tillräckligt snabbt och lättmanövrerat för att fungera som jaktflygplan och som även kan beväpnas med bomber eller raketer för anfall mot markmål. Både räckvidden och bomblasten är betydligt mindre än för renodlade bombflygplan vilket gör att de inte kan användas mot strategiska mål. Deras höga hastighet gör dock att de hade större chans att genomföra ett överraskande anfall mot taktiska mål utan att vara lika sårbara som stora och långsamma bombflygplan. Termen användes huvudsakligen under andra världskriget och tiden efter. I takt med flygplanens utveckling under kalla kriget kom jaktbombflygplanen att efterhand ersättas av attackflygplan och enhetsflygplan.

## Utveckling

de Havilland Mosquito var ett effektivt jaktbombflygplan. Det kunde ta dubbelt så stor bomblast som enmotoriga jaktflygplan och eftersom bomberna bars i ett internt bombutrymme påverkade de inte heller prestandan i lika hög grad. Dessutom hade den både fyra kulsprutor och fyra automatkanoner som jaktbeväpning.

### Första världskriget
Vid tiden för första världskrigets utbrott användes militärflygplan huvudsakligen för optisk spaning. Pådrivet av krigets krav gick dock utvecklingen snabbt och både fotospaningsflygplan, jaktflygplan och bombflygplan kom snart att användas av båda sidor. Jaktflygplanen var små, snabba och lättmanövrerade, men hade mycket begränsad förmåga att bära någon last. Bombflygplanen var större men också långsammare och svårmanövrerade och därmed ett lätt byte för jaktflygplanen. För att undgå bekämpning flög bombflygplanen huvudsakligen nattetid eller i områden där det inte förekom fientliga jaktflygplan. De första flygplan som användes som jaktbombare var Sopwith Camels och S.E.5:or beväpnade med 9 kg splitterbomber. En mycket blygsam bomblast även med den tidens mått, men relativt effektiv mot oskyddad trupp.

### Andra världskriget
När andra världskriget bröt ut användes medeltunga (och senare i kriget även tunga) bombflygplan mot strategiska mål medan lätta bombflygplan eller störtbombare användes mot taktiska mål. Det enda flygplan som från början var konstruerat att användas som jaktbombare var den tyska Messerschmitt Bf 110. Som lätt bombflygplan fungerade den utmärkt, men i luftstrid var den klart underlägsen lättare enmotoriga jaktflygplan. Den brittiska störtbombaren Blackburn Skua var också tänk att ha en sekundärroll som jaktflygplan, men då bara mot fientliga bombflygplan och inte mot jaktflygplan.
Den första riktigt lyckade jaktbombaren var Hawker Hurricane Mk.IIC, även kallad ”Hurribomber”. Det var en Hurricane med 20 mm automatkanoner i stället för kulsprutor och med vapenbalkar för en 113 kg eller 227 kg bomb under vardera vinge. Bomberna minskade maxhastigheten till 484 km/h, men så snart bomberna var släppta var de lika snabba och lättmanövrerade som vanliga Hurricanes. Förfarandet att hänga bomber under vingarna eller kroppen på vanliga jaktflygplan togs snabbt upp av både USA och Tyskland. Att använda raketer i stället för bomber visade sig ge större träffchans mot små mål som stridsvagnar. de Havilland Mosquito byggdes ursprungligen som ett renodlat bombflygplan, men dess hastighet och räckvidd gjorde att den även kunde fungera som jaktbombare om den beväpnades med kulsprutor och automatkanoner. Till skillnad från Bf 110 kunde en Mosquito flyga ifrån de jaktflygplan den inte kunde utmanövrera.

### Koreakriget
Utvecklingen av jetdrivna jaktflygplan som MiG-15 gjorde att tunga bombflygplan som Boeing B-29 Superfortress inte kunde användas i dagsljus utan att drabbas av svåra förluster. På natten kunde de fortfarande verka, men många mål var svåra eller rent av omöjliga att upptäcka på natten. Attackflygplan som Douglas A-26 Invader som opererade på lägre höjd hade större chans att upptäcka och bekämpa mål, men många typer av mål kunde bara anfallas i dagsljus och då av jaktbombare som var tillräckligt snabba för att ta sig igenom luftvärn och ta upp kampen med fientliga jaktflygplan. Lockheed F-80 Shooting Star och North American F-82 Twin Mustang var två flygplan som i stor utsträckning användes som jaktbombflygplan under Koreakriget.

### Kalla kriget
Introduktionen av jaktrobotar ändrade rollen för jaktbombarna. Tidigare hade jaktflygplan kunnat offra en del prestanda för att bära bomber eller raketer utöver sin ordinarie beväpning av automatkanoner ock kulsprutor. När huvudvapnet i luftstrid i stället var jaktrobotar var det inte längre lika attraktivt för jaktflygplan att offra även jaktbeväpning för att ta bomblast. I stället blev det lättare att utrusta attackflygplan med jaktrobotar för självförsvar utöver bomblasten. Attackflygplan som beväpnade med jaktrobotar även kunde användas som jaktflygplan kallas på engelska för Strike-fighters.